# Volvo C70
Le C70 est une automobile de la marque Volvo.
D'abord apparu en tant que coupé en 1996, il a ensuite été décliné en cabriolet en 1998. La première génération était conçue sur la base de la Volvo S70. Il s'agit aussi du premier modèle Volvo a arborer la nouvelle nomenclature de la gamme.
En 2006, Volvo présente son remplaçant, un coupé cabriolet doté d'un toit tôlé articulé en 3 parties. La production du C70 s'arrête en 2013 et quelques modèles disponibles en stock furent présents jusqu'en 2014.

## Première génération (1996 - 2005)
D'abord présenté en version coupé en octobre 1996 durant le Mondial de l'automobile de Paris lors d'une convention au pavillon d'Armenonville, il est dévoilé au public en janvier 1997 au Salon de Détroit en version cabriolet puis lancé en 1998 aux États-Unis (1999 en France).
Le C70 est un véritable coupé 4 places basé sur la Volvo 850/S70 avec laquelle il partage la plate-forme, quoique prolongée, et les motorisations. Sous la houlette du designer en chef de Volvo, Peter Horbury, Anders Gunnarsson a réalisé le design extérieur et le mexicain Jose Diaz de la Vega l'intérieur. Le design du C70 est dans la tendance des formes plus fluides des S40/V40 récemment présentées, tant à l'extérieur qu'à l'intérieur, tendances qui seront reconduites sur la S70 et le V70 présentés quelques semaines plus tard.
Son développement a été réalisé sur une période de 30 mois, avec la collaboration de Tom Walkinshaw Racing (TWR), qui était en partie propriétaire de l'usine de Uddevalla où le C70 est assemblé. La collaboration a été difficile entre les Anglais et les Suédois et chacun est allé de son côté après cette expérience. TWR ne fut pas invité pour la conception de la seconde génération. Cependant, il est indéniable que TWR a apporté son savoir-faire au C70 en termes de tenue de route et d'agrément de conduite, ce qui, conjugué aux motorisations puissantes, a donné son côté sportif au C70.
La C70 est le premier cabriolet officiel Volvo depuis la P1900. La version coupé devait quant à elle faire oublier l'échec commercial du 780. Au lancement, le C70 était disponible avec un moteur turbo de 2,4 litres de 193 ch et un 2,3 litres turbo T5 de 240 ch. La transmission est proposée en version manuelle 5 rapports ou automatique 4 rapports puis 5 rapports à partir du millésime 2000.
L'équipement était relativement haut de gamme avec, notamment sur le cabriolet, une lunette arrière en verre chauffante, des arceaux de sécurité déployables électriquement, des ceintures de sécurité avec tendeurs, etc. Au niveau extérieur, la capote entièrement électrique était disponible en quatre coloris. Elle se manœuvrait intégralement via un interrupteur au tableau de bord (y compris le verrouillage de la capote sur l'encadrement de pare-brise), en 30 secondes. À l'intérieur, le choix des matières et des couleurs est pléthorique (cuir, alcantara, possibilité de choisir deux couleurs pour les sièges), ce qui permettait aux clients de se choisir une C70 personnalisée.
Le C70 est un coupé luxueux dont le tarif à l'époque peut dépasser les 50 000 € (par exemple pour la version T5). À cause d'un chassis qui manque de rigidité, le C70 n'est pas une voiture sportive, même si la version "T5" est équipé d'un moteur 2,3 litres, 5 cylindres, turbo, développant 240 ch, pousse fort. Le 0  à   100 km/h est alors abattu en 7,8 s (pour le C70 coupé en version boite de vitesses manuelle) soit à peine plus qu'une Renault Clio RS de 200 ch.
D'autres motorisations sont apparues au fil des millésimes, notamment des versions suralimentées de 1 984 cm3 (225 ch ou 180 ch) pour l'Italie ou la Grande-Bretagne, et un atmosphérique de 2 435 cm3 de 170 ch durant le millésime 2000 uniquement.
On peut noter que dans le film Le Saint sorti en 1997, Val Kilmer qui incarne Simon Templar, conduit une C70 coupé, un clin d’œil à la série originelle ou Roger Moore conduit une P1800.

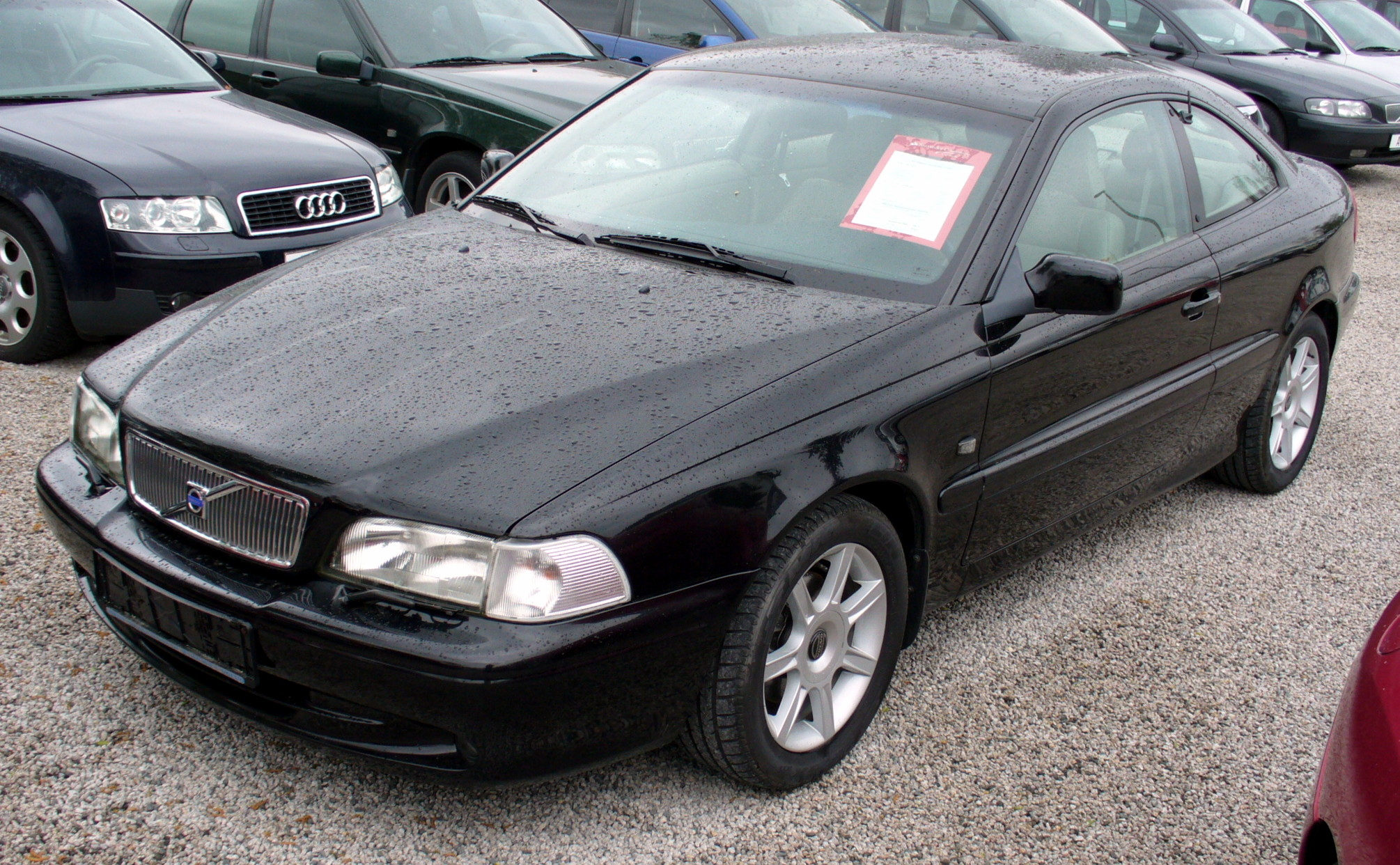
Volvo C70 Coupé (1996 - 2002)
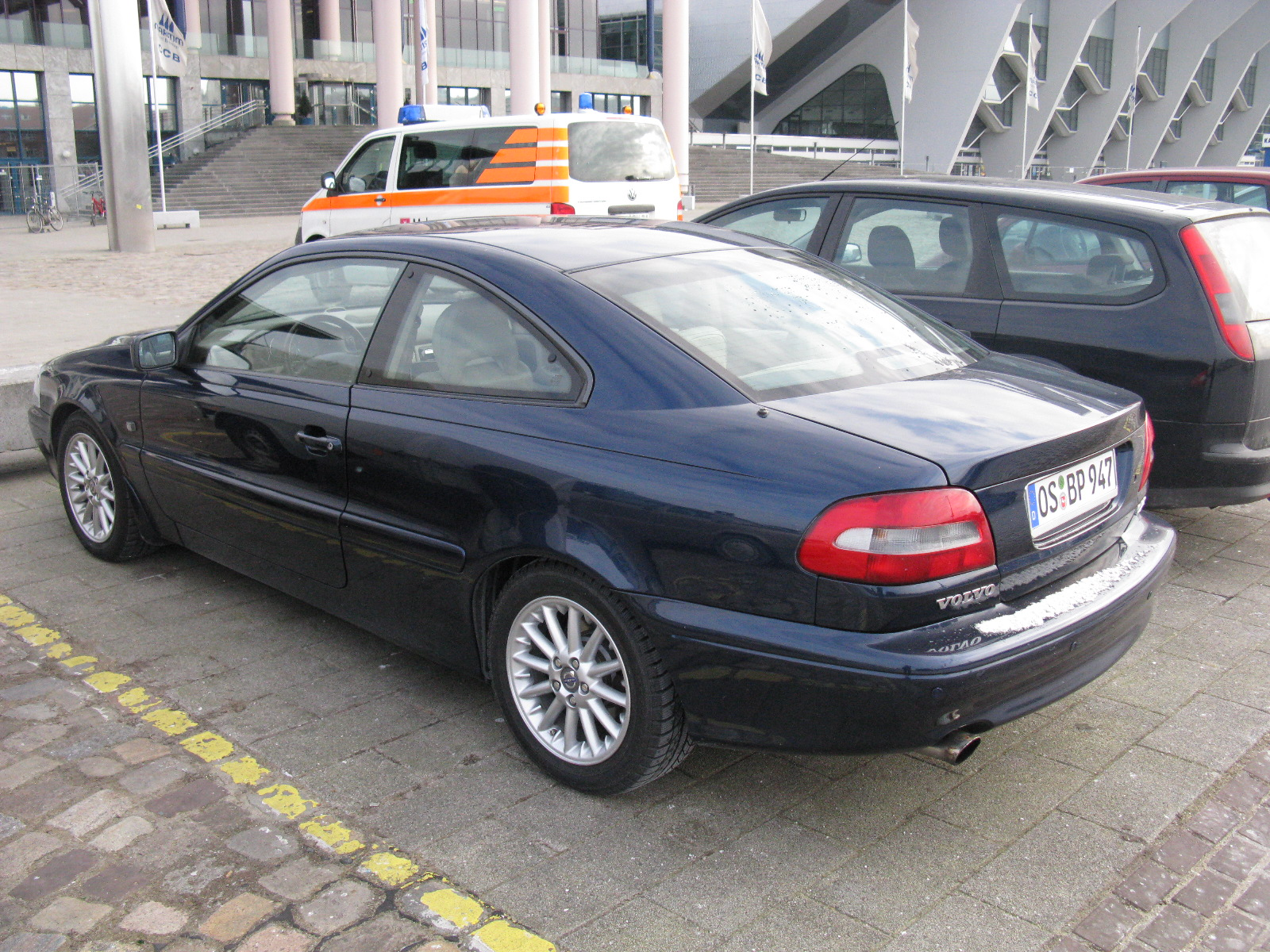
Volvo C70 Coupé (1996 - 2002)
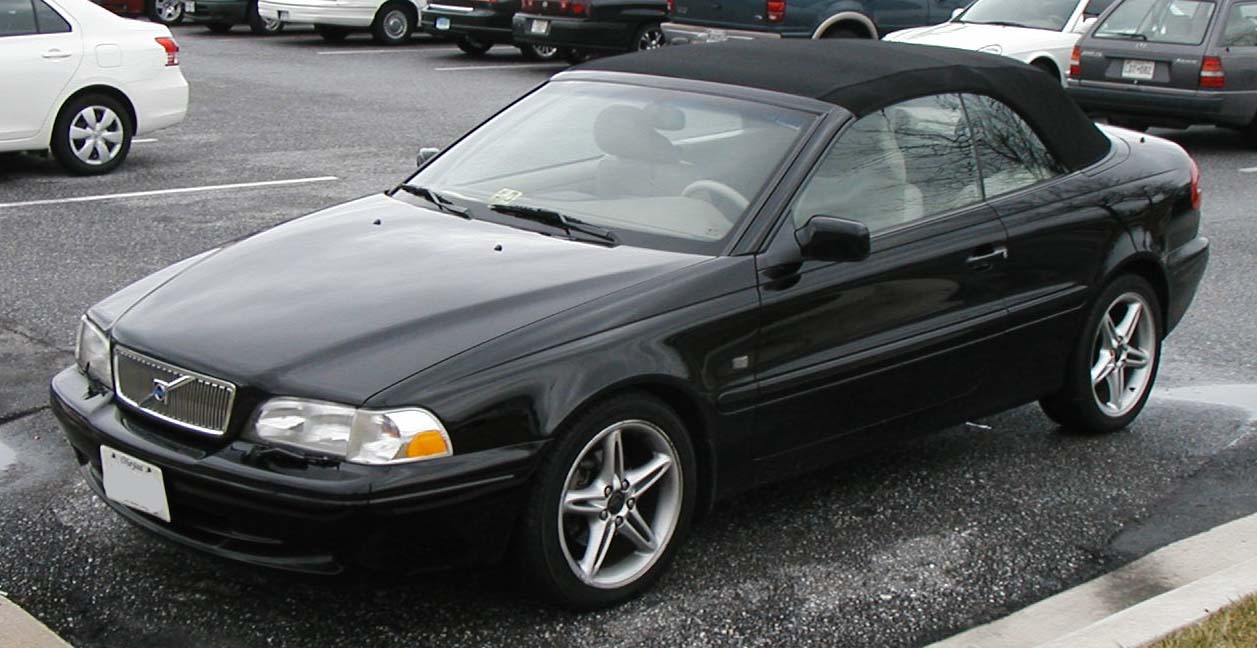
Volvo C70 Cabriolet (1999 - 2002)
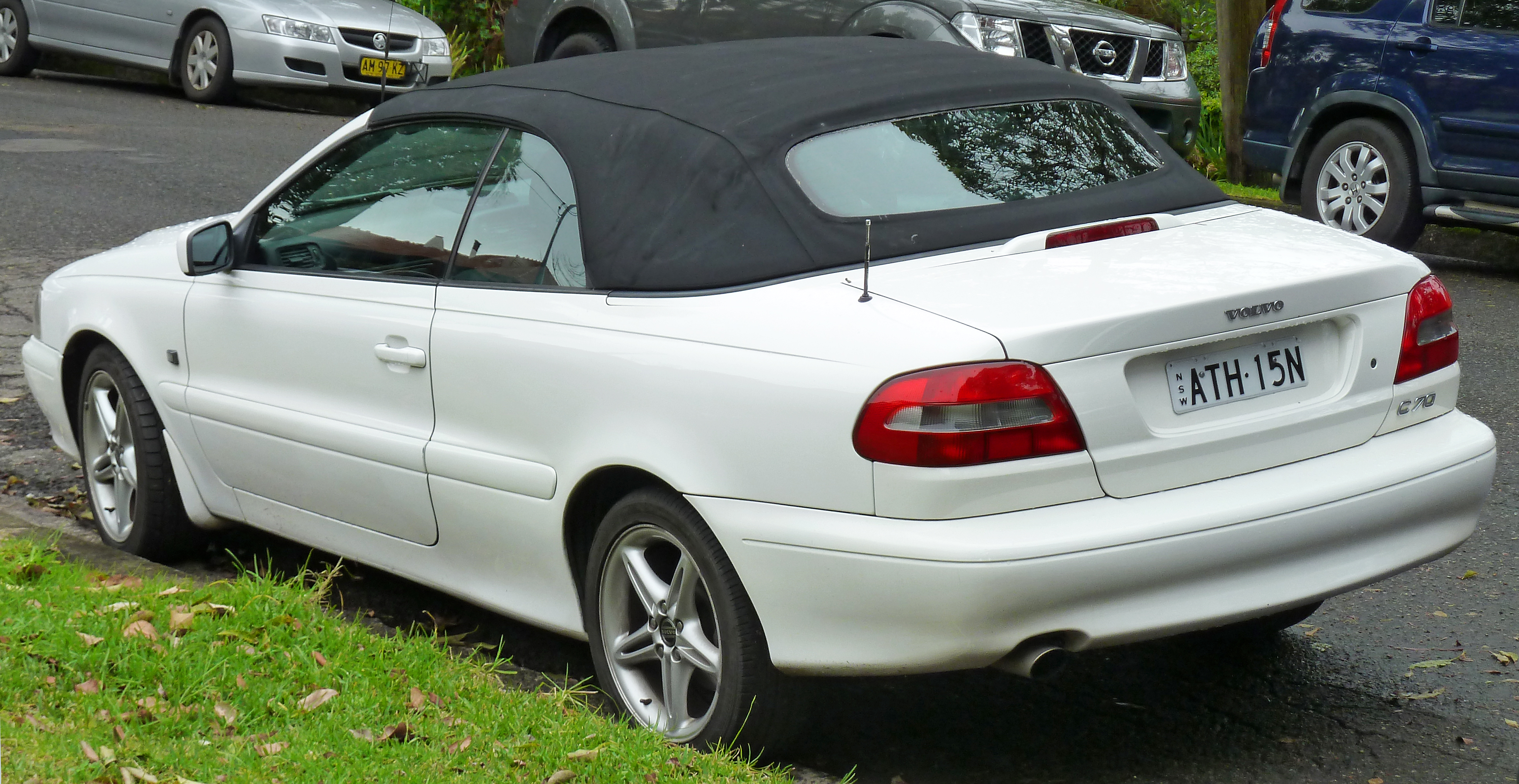
Volvo C70 Cabriolet (1999 - 2002)

### Restylage (2002 - 2005)
C'est en octobre 2002 que la C70 évolue légèrement. D'abord, le coupé quitte le catalogue. Le cabriolet adopte alors de nouveaux phares en verre transparent, une calandre modifiée, de nouvelles jantes en alliage, de nouveaux coloris extérieurs ainsi que de nouvelles harmonies intérieures.
Le cinq cylindres de la C70 passe à 245 ch. Ainsi, le T5 nécessite 7,5 secondes pour atteindre les 100 km/h et sa vitesse de pointe passe à 240 km/h.
Fin octobre 2005 voit l'arrêt de la production du cabriolet C70. Au total, 72 000 exemplaires de première génération furent vendus dont un peu moins de 48 000 cabriolets.

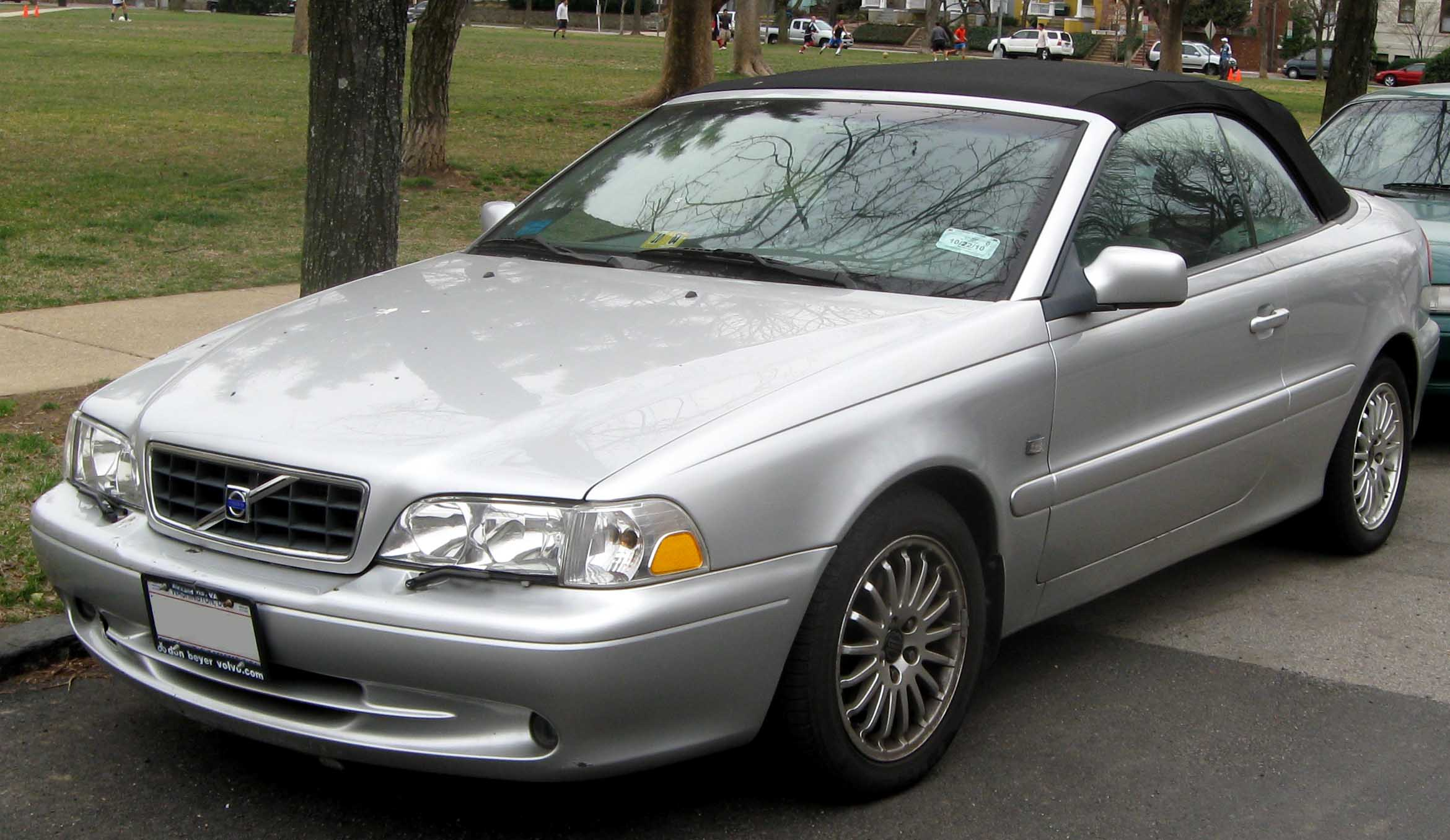
Volvo C70 Cabriolet (2002 - 2005)

## Deuxième génération (2006 - 2013)
Le remplaçant du C70 est présenté en septembre 2005 au Salon automobile de Francfort (IAA).
Il s'agit d'une toute nouvelle voiture qui substitue la capote en toile par un toit rigide escamotable en trois parties, conçu en partenariat avec le carrossier italien Pininfarina. Ce nouveau coupé-cabriolet permet à Volvo de remplacer ses anciens C70 coupé et C70 cabriolet par un seul et unique modèle. Beaucoup de pièces sont communes avec les Volvo S40, V50 et C30, tels que les moteurs et la plate-forme P1. La surprise vient du design de Pininfarina qui se veut volontairement tendu et élégant en présentant des courbes et des lignes simples, chères à l'école du classicisme italien et plus vues sur un véhicule suédois depuis la Volvo P1800 des années 60. 
Tout comme son prédécesseur, le véhicule est assemblé à Uddevalla, en Suède. Sa commercialisation démarre à partir du premier semestre 2006.
Au lancement, il est disponible avec 4 moteurs 5 cylindres dont 3 essences : le 2,4 litres décliné en 140  et   170 ch, et le T5 de 220 ch. Un diesel est également disponible, le D5 de 180 ch. Plusieurs boîtes sont disponibles, mécaniques à 5  ou   6 vitesses, automatiques à 5  ou   6 vitesses ou séquentielle à 5 vitesses (Geartronic). Également trois finitions dans la gamme : Kinetic, Momentum et Summum. Le prix de départ atteignait 32 950 € pour les premiers modèles.
Dès 2007, la gamme mécanique évolue avec l'arrivée d'un petit diesel 4 cylindres 2.0 litres de 136 ch. On remarque aussi le lancement de la nouvelle finition qui chapeaute la gamme : Xenium. Le moteur T5 passe à 230 ch l'année suivante.
Cette génération de C70 sera le seul véhicule de l'histoire de la marque à proposer, en option, une version aux performances moteur optimisées par Polestar -alors division performance de Volvo- directement livrable en sortie d'usine sur les moteurs T5 et D5 (le moteur D5 passant par exemple ainsi de 180 ch à 210 ch/230 ch). Cette option n'était cependant pas prévue au catalogue sur tous les marchés et ne concernera en définitive que quelques dizaines de véhicules. Ces très rares exemplaires se reconnaissent extérieurement au badge Polestar fixé d'origine à l'arrière du véhicule, adjoint d'un badge de plus petite dimension présent, à la fois, sur le tableau de bord intérieur et sur les baguettes extérieures latérales de carrosserie. 
Pour les derniers modèles avant restylage, deux séries spéciales complètent la gamme : la First Edition basée sur la Kinetic qui ajoute la climatisation automatique, le détecteur de pluie et le système de sécurité anti-coup du lapin (Whips). La Premium Edition basée aussi sur la Kinetic ajoute les jantes en 17 pouces, les inserts en aluminium, le radar de recul et les commandes audio au volant. Toute la gamme est concernée par ces éditions sauf la T5.

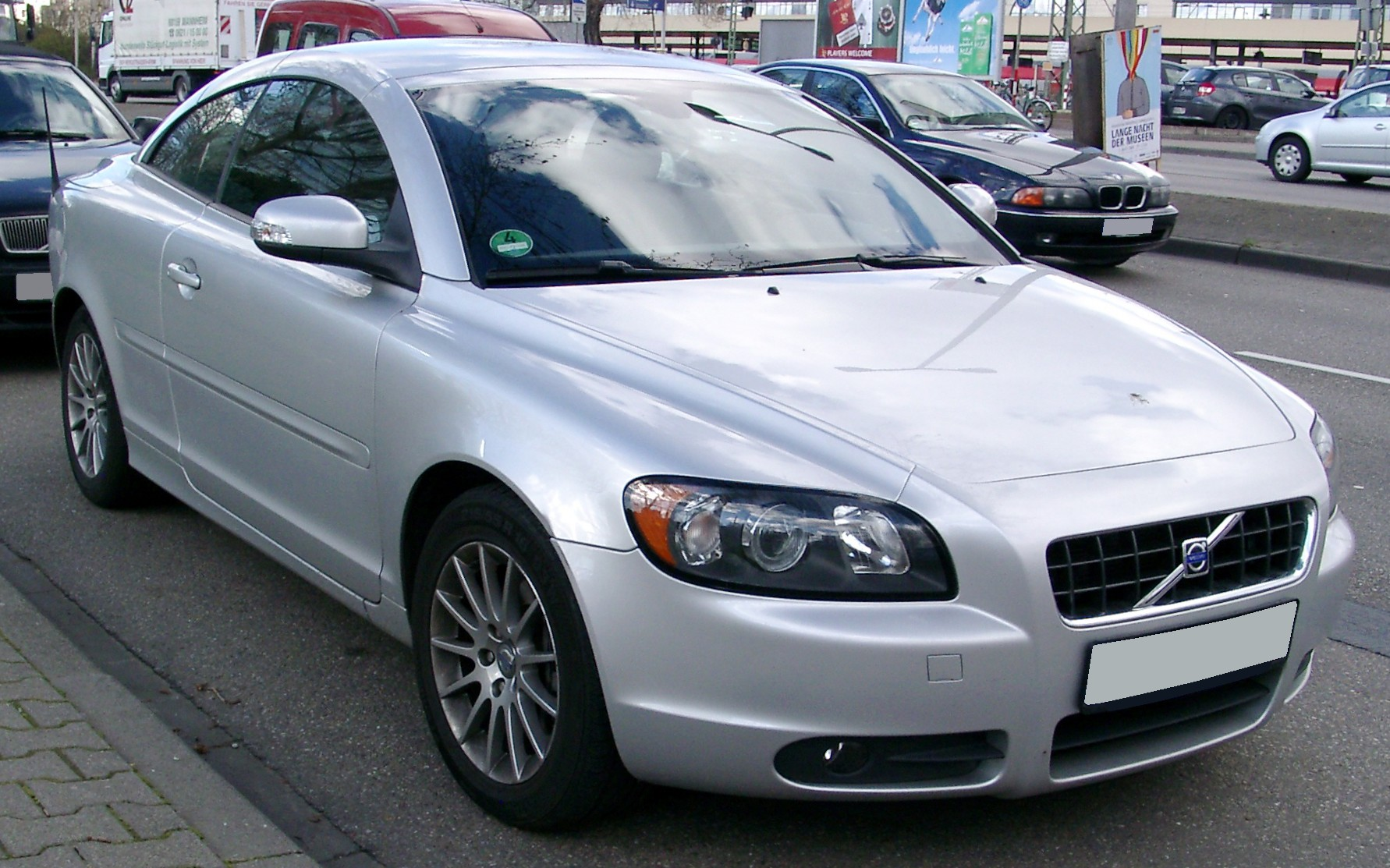
Volvo C70 (2006 - 2008)
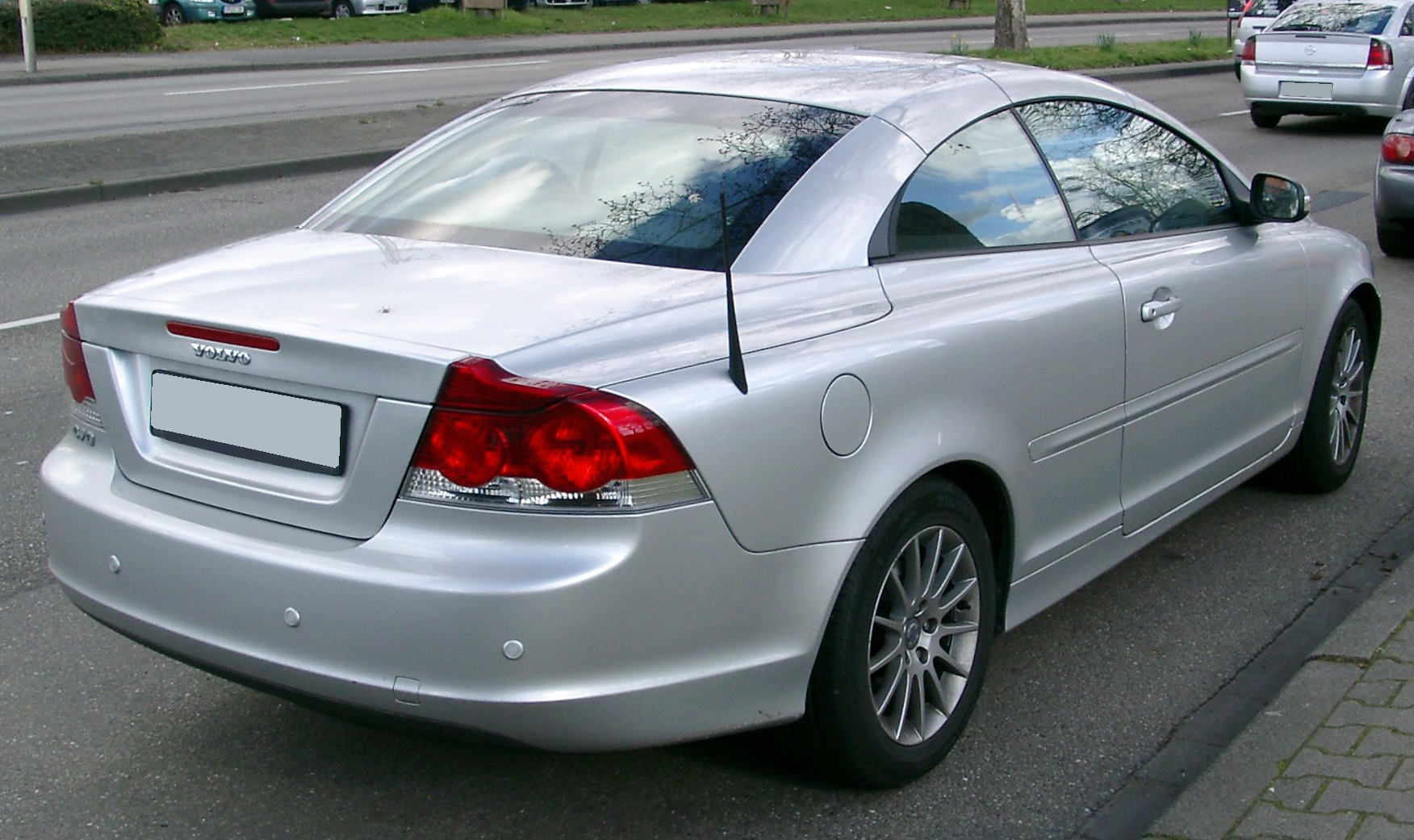
Volvo C70 (2006 - 2008)

### Restylage (2009 - 2013)
Le Volvo C70 bénéficie d'un important restyling présenté au Salon de Francfort 2009. Cette évolution concerne majoritairement la face avant, entièrement remodelée et partagée avec la Volvo C30. Le style s'éloigne de la ligne originale à l'italienne de Pinifarina pour des formes moins fluides mais intégrant davantage les éléments stylistiques des autres véhicules de la marque. Les phares s'étirent sur les ailes, et le bouclier gagne du relief. On note l'arrivée de feux à LEDs. Son style devient plus proche de la S60 Concept présenté au salon de Détroit 2009. À l'arrière le bouclier est également modifié ainsi que le design intérieur des phares. Aucune évolution majeure à l'intérieur.
Cette nouvelle version du C70 est commercialisée début 2010, dans un premier temps avec les motorisations précédentes. Le 2.0 D de 136 ch disponible avec la boîte Powershift Ford est au rendez-vous, tout comme le D5 de 180 ch.
À la suite de la revente de Volvo par Ford, la marque lance un nouveau moteur 5 cylindres qui se décline en D3 150 ch et en D4 177 ch. La boîte de vitesses Powershift disparaît du catalogue, mais la boîte Geartronic est disponible sur la plupart des motorisations.
Dès 2011, un premier ménage est effectué dans la gamme avec la disparition des motorisations 2,0 litres diesel, D5, et le 2,4 litres essence en 140  et   170 ch. Il ne reste au catalogue que les D3, D4 et T5. Au printemps 2011, Volvo France commercialise deux séries spéciales : le C70 Côté Ouest, et le C70 Côté Sud. La première est basée sur la Kinetic est ajoute des jantes alliages de 17 pouces. La seconde est basée sur la Momentum et gagne la sellerie cuir, le volant sport cuir trois branches et le pommeau de levier de vitesse en cuir. Un changement fort est annoncé en 2011 : Pininfarina annonce la fin de la co-entreprise avec Volvo dans l'usine d'Uddevalla pour le début de l'année 2013. Volvo rachète les 60 % de parts de Pininfarina qu'il avait rachetées en 2005 à TWR, avec qui Volvo avait conçu la 1re C70. Mais à la fin 2011, Volvo annonce son intention de fermer l'usine d'Uddevalla et donc d'arrêter purement et simplement la production de la C70 pour mai 2013. Pininfarina en grande difficulté financière ne peut se permettre de garder l'usine, et sa capacité est trop faible pour être économiquement rentable d'après Volvo.
En février 2012, une série limitée apparaît : le C70 Inscription, limité à 2 000 exemplaires. Elle est proposée en noir, blanc ou bleu saphir, reçoit des jantes alliage de 18 pouces partiellement noires, une sellerie cuir noir ou blanche et la planche de bord entièrement garnie de cuir. Les trois moteurs au catalogue sont disponibles sur cette série limitée.
En mai 2013, comme prévu, l'usine d'Uddevalla ferme ses portes et la production de la C70 est arrêtée.

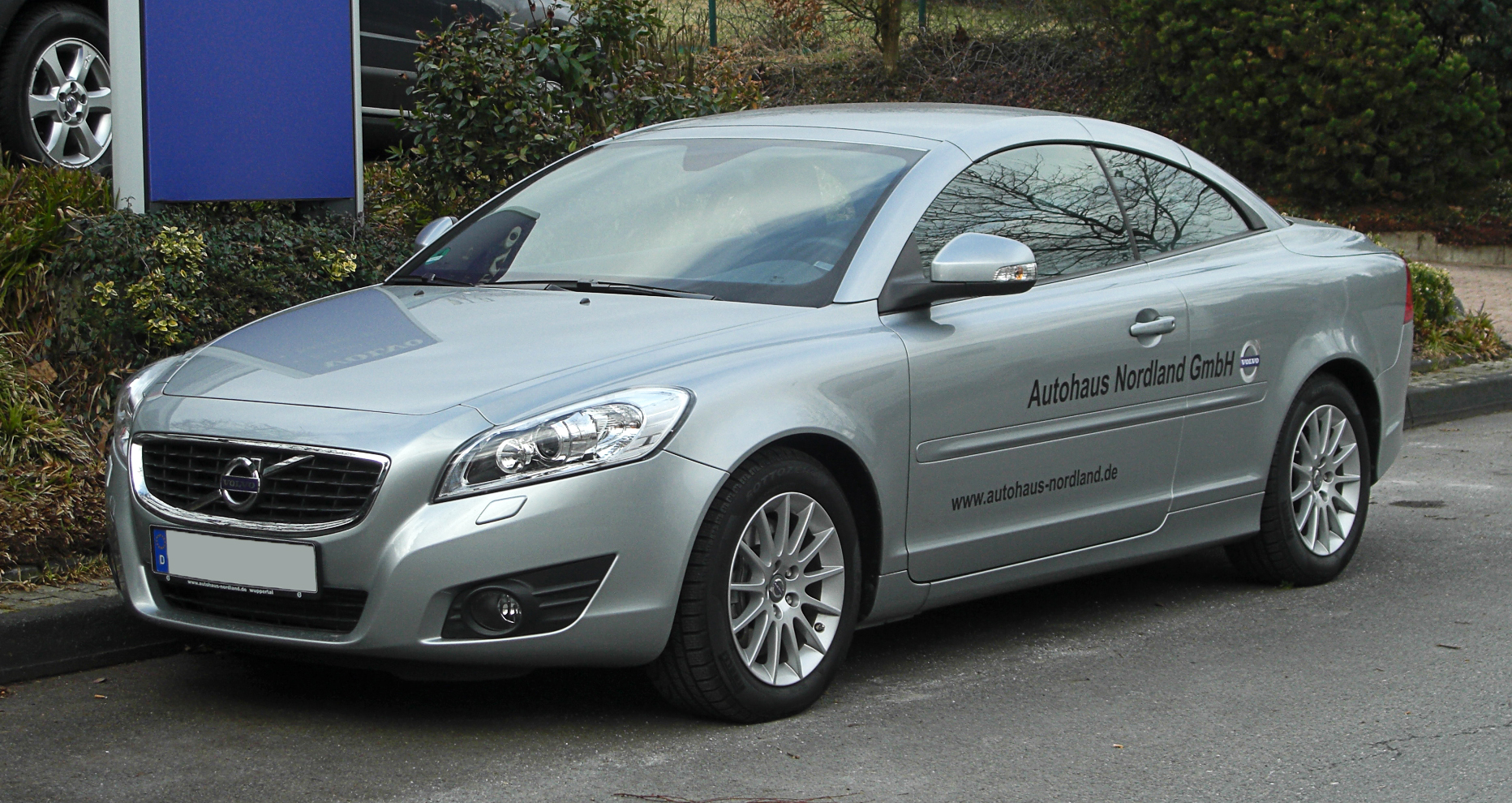
Volvo C70 (2009 - 2013)
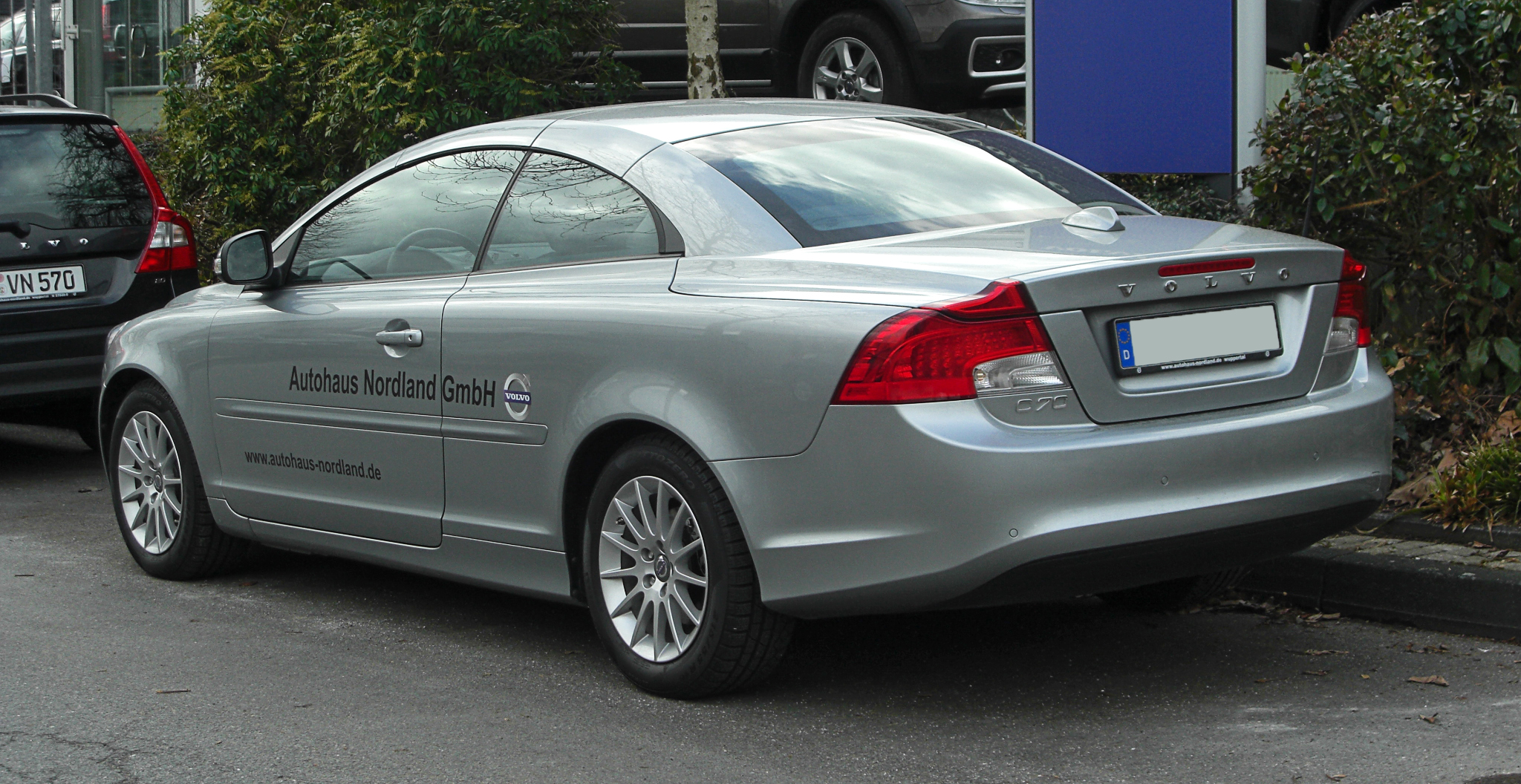
Volvo C70 (2009 - 2013)

### Finitions
- Kinetic
- Momentum
- Summum
- Xenium
- Inscription (calandre noir, planche de bord gainé de cuir...)

### Moteurs
En Europe, cinq moteurs sont disponibles dont trois Essence et deux Diesel.
En dehors de l'Europe, aucun Diesel n'est disponible. Certains moteurs sont disponibles dans une préparation spécifique par Polestar, la division performance de Volvo. La Volvo C70 deuxième génération est d'ailleurs le seul modèle de la marque qui aura pu être livré directement, dès la sortie de l'usine suédoise d'Uddevalla, en préparation Polestar. Cette version, peu fréquente représente moins d'une cinquantaine d'exemplaires.  
- 5 cylindres essence, 2,4 litres, 140 ch.
- 5 cylindres essence, 2,4 litres, 170 ch.
- 5 cylindres turbo essence, 2,4 litres, 227 ch (T5).
- 4 cylindres Diesel, 2 litres, 136 ch.
- 5 cylindres Diesel, 2,4 litres, 180 ch (D5).
- 5 cylindres Diesel, 2,4 litres, Polestar, 210/230 ch (D5)

Gamme de la C70 version 2011 :
Moteur essence :
- T5 : 5 cylindres, 2,5 litres, 230 ch.

Moteurs diesel :
- D3 : 5 cylindres 2 litres, 150 ch.
- D4 : 5 cylindres 2 litres, 177 ch.

## Caractéristiques techniques millésime 2013
|                                        | C70 D3                                                              | C70 D4                                                              | C70 T5                       |
| -------------------------------------- | ------------------------------------------------------------------- | ------------------------------------------------------------------- | ---------------------------- |
| Moteur                                 | Turbo Diesel 5 cylindres en ligne Injection directe à rampe commune | Turbo Diesel 5 cylindres en ligne Injection directe à rampe commune | 5 cylindres en ligne Essence |
| Cylindrée                              | 1 984 cm3                                                           | 1 984 cm3                                                           | 2 521 cm3                    |
| Puissance maxi à tr/min                | 150 ch 3 500                                                        | 177 ch 3 500                                                        | 230 ch 5 000                 |
| Couple maximal à tr/min                | 350 N m 1 500-2 750                                                 | 400 N m 1 750-2 750                                                 | 320 N m 1 500-5 000          |
| Masse                                  | 1 739 kg 1 755 kg (aut.)                                            | 1 739 kg 1 755 kg (aut.)                                            | 1 720 kg                     |
| Vitesse maxi                           | 210 km/h 205 km/h (aut.)                                            | 220 km/h 215 km/h (aut.)                                            | 235 km/h                     |
| Accélération de 0 à 100 km/h           | 10,8 s 10,9 s (aut.)                                                | 9,8 s 9,9 s (aut.)                                                  | 8,0                          |
| Consommation l/100 km Moyenne pondérée | 5,9 6,4 (aut.)                                                      | 5,9 6,4 (aut.)                                                      | 9,4                          |
| Émissions CO2 (g/km)                   | 154 169 (aut.)                                                      | 154 169 (aut.)                                                      | 219                          |